# Велика Східноазійська конференція
Велика Східноазійська конференція (Конференція Великої Східної Азії, Токійська конференція; (яп. 大東亞會議, Dai Tōa Kaigi), сучасними ієрогліфами - яп. 大東亜会議) - саміт, що проходив у Токіо з 5 по 6 листопада 1943 року. У конференції взяли участь представники семи держав-членів Великої Східноазійської сфери взаємного процвітання на чолі з Японською імперією. 
Головним завданням конференції, організатором якої виступила Японія, було підкреслення ролі Японії як «визволителя» Азії від західного колоніалізму і лідера серед країн Східної Азії. На сьогоднішній день більшість науковців визнає, що конференція стала фіктивним заходом, оскільки підсумки конференції ніяк не впливали на долю держав, представники яких були запрошені до Токіо: всі вони знаходилися в залежності від Японії або були окуповані Збройними силами Японії, і лише два з них - Маньчжурська держава і Таїланд - мали дипломатичне визнання з боку хоча б декількох держав за винятком країн Осі і їх союзників (зокрема, Маньчжурію визнала Сальвадор і Домініканська республіка, а Таїланд, більше того, входив до складу Ліги Націй)